# Capitanes de Arecibo
I Capitanes de Arecibo sono una società cestistica avente sede ad Arecibo, a Porto Rico. Fondata nel 1946, gioca nel campionato portoricano.
Disputa le partite interne nel Coliseo Petaca Iguina, che ha una capacità di 14.000 spettatori.

## PBL
Nel 2010 disputarono il campionato PBL, assumendo il nome di Puerto Rico Capitanes.

## Palmarès
- Campionati portoricani: 7

1959, 2005, 2008, 2010, 2011, 2016, 2018